# Vini
Vini es un género de aves psitaciformes endémicas de las islas de la zona tropical del Pacífico. Hay cinco especies existentes de estos pequeños loros que van desde el este de Fiyi a través de Samoa, Polinesia Francesa, y tan al este como la isla Henderson. Todos los miembros del género tienen plumaje brillante excepcional, particularmente inusual en el lori monjita (Vini peruviana) y el lori ultramar (Vini ultramarina). El lori solitario (Phigys solitarius) a veces se considera miembro de este género.
Este género está muy amenazado por la interferencia humana a sus islas. La mayoría de las especies han desaparecido de una serie de islas y dos especies se extinguieron antes de la llegada de los exploradores europeos al Pacífico. Hoy dos especies son consideradas en peligro de extinción por la UICN y dos se considera vulnerables. Están principalmente amenazados por las especies introducidas, como las ratas, y la pérdida de hábitat.
Lista de especies:
- Vini australis, lori de Samoa.
- Vini kuhlii, lori de Rimatara.
- Vini stepheni, lori de Stephen.
- Vini peruviana, lori monjita.
- Vini ultramarina, lori ultramar.
- †Vini sinotoi, lori de Sinoto (extinto).
- †Vini vidivici (extinto).